# 사라 더키

사라 더키(Sarah Durkee)는 작가이자 싱어송라이터, 텔레비전 작사가, 시나리오 작가, 그리고 유머리스트다.
더키와 그녀의 남편 폴 제이콥스는 인기 있는 PBS 읽기 쓰기 교육 시리즈인 Between the Lions의 주제곡의 작곡자로, 이 프로그램을 위한 다른 많은 음악적 번호도 썼다. 더키는 1980년대 중반부터 어린이 TV 시리즈인 "세서미 스트리트 ", " 내 친구 아서 ", " Wonder Pets ", " 도라 디 익스플로러 ", " Lomax, the Hound of Music " 등에 노래나 대본의 기고가 많았다. 그녀와 폴 제이콥스는 1984년 히트곡 '모던걸'을 포함해 미트 로프를 위해 여러 곡을 공동 작업했다. Durkee와 Jacobs는 모두 1970년대 National Lampoon 코미디단의 베테랑이다.(그녀는 배우, 그는 음악 감독). 2006년 1월, 델라코르테 출판사에서 그녀의 첫 청소년 소설 <과일 그릇 프로젝트>가 출간되었다.5~8학년 학생들이 대상이다.
사라 더키는 "세서미 스트리트"와 "Between the Lions"에 대본과 가사 작사 모두 기여한 공로로 5개의 데이타임 에미상을 수상했다. 그녀는 뉴욕에 사는 것으로 밝혀졌다.